# Valle Largo
Das Valle Largo (spanisch für Langes Tal) ist Tal auf der Livingston-Insel im Archipel der Südlichen Shetlandinseln. Es liegt südöstlich des Cerro Chonos und nördlich des Cerro Selknam an der Westseite des Kap Shirreff am nördlichen Ende der Johannes-Paul-II.-Halbinsel.
Wissenschaftler der 45. Chilenischen Antarktisexpedition (1990–1991) gaben ihm seinen deskriptiven Namen.